# Lago del Becco
Il lago del Becco è un laghetto artificiale situato in alta Valle Brembana nel comune di Carona.
Costruito nel periodo compreso tra il 1923 ed il 1925, ha un'estensione pari a 34.000 metri quadrati e dispone di una portata di 230.000 m³.
La via più breve per raggiungerlo parte appunto da Carona. Sia costeggia la riva del lago sul lato opposto dell'abitato fino all'altezza del piazzale/parcheggio con bar antistante. Si prende il sentiero per i Laghi Gemelli, che sale attraverso una pineta ripida incrociando in diversi punti la teleferica dell'Enel e, poco prima di giungere sotto la diga del Lago Marcio, si prende il sentiero a sinistra che si dirige verso il lago Becco. Dopo una breve e ripida salita si sbuca proprio sotto la diga.
In alternativa si può proseguire per il Lago Marcio, percorrerne quasi completamente il perimetro partendo dal lato ovest e lasciandolo da nord lungo il sentiero che, poco più avanti, conduce al lago Becco.
Il lago, tranquillo e poco frequentato, giace ai piedi del Pizzo del Becco.